# Friedrichshafen
Friedrichshafen (ou Porto de Frederico (em português)) é uma cidade da Alemanha, no distrito do Lago de Constança, na região administrativa de Tubinga, estado de Baden-Württemberg.
A população de Porto Frederico é de aproximadamente 58 mil habitantes.

## Localização
Situada próxima ao limite com a Suíça, Porto de Frederico fica às margens do Lago Nordeste, extremo sul da Alemanha, na outra margem do lago encontra-se a cidade suíça de São Galo.

## Naturais da cidade
- Heinrich Lanz (1838-1905), produtor de maquinários agrícolas Heinrich Lanz AG, Lanz Bulldog
- Albrecht Roser (1922-2011), puppeteer
- Stefan Waggershausen (* 1949), cantor
- Hubert Knoblauch (* 1959), sociólogo
- Alissa Walser (* 1961), escritor e pai de Martin Walser
- Kerstin Wohlbold (* 1984), jogador de andebol
- Chantal Laboureur (* 1990), jogador de voleibol
- Simon Zoller (* 1991), jogador de futebol

## Cidades geminadas

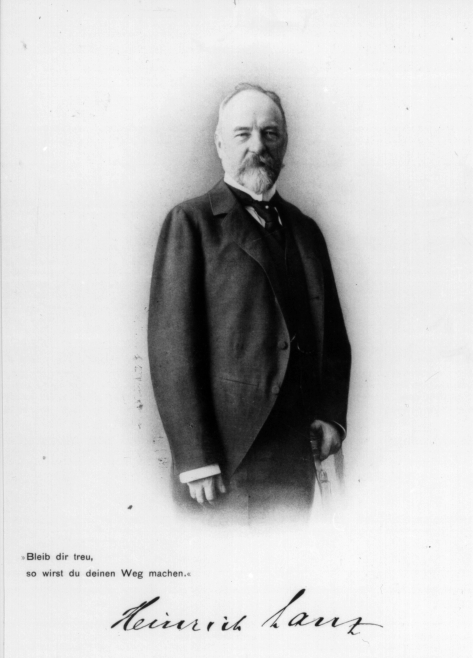
Heinrich Lanz 1905

| - Delitzsch, Alemanha - Peoria, Estados Unidos - Polatsk, Bielorrússia | - Imperia, Itália - Saint-Dié-des-Vosges, França - Saraievo, Bósnia e Herzegovina |

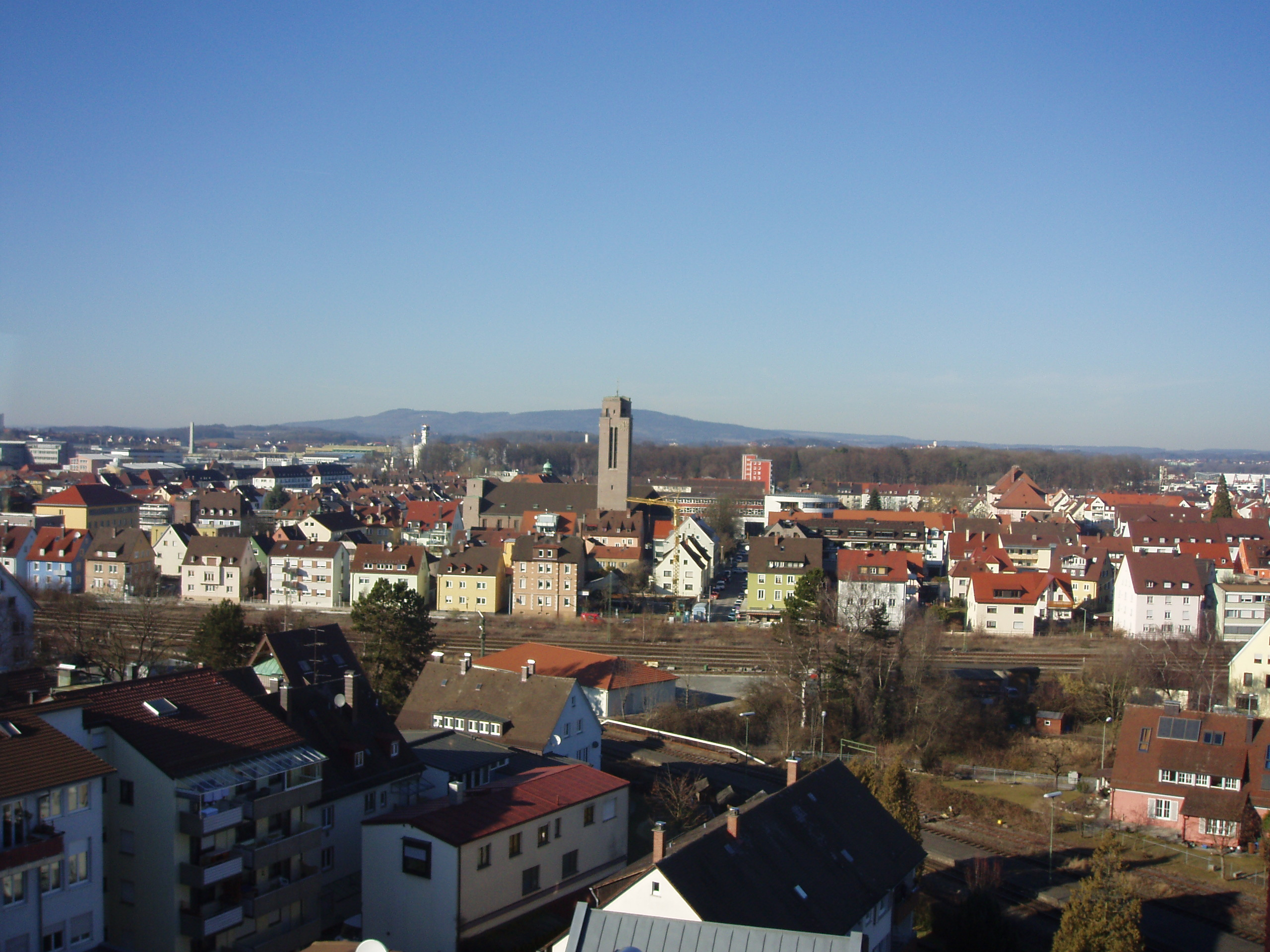
Vista de Friedrichshafen